# إغريميات
الإغريميات (الاسم العلمي: Grimmiales) هي رتبة من النباتات تتبع الطبقة من طائفة الحزازيات الحقيقية.

## التصنيف
- الإغريمية
  - الإغريمة